# Riksdagsvalet i Sverige 1973
Riksdagsvalet i Sverige 1973 hölls den 16 september 1973.

## Valkampanjen
Opinionen låg på säkra nivåer den första tiden för Palmes regering efter valet 1970. Men året 1971 hade Centerpartiet fått en ny partiledare vid namn Thorbjörn Fälldin som hade föreslagit ett djupare samarbete med Folkpartiet och det Moderata samlingspartiet. Detta ledde till att nyfikenheten bland allmänheten väcktes för det borgerliga blocket och Socialdemokraterna sjönk från 45 procent ner till 41 procent i Sifos väljarbarometer tidigt år 1972.
En tydligt bidragande orsak till den sjunkande opinionen för socialdemokraterna var flera vilda strejker runtom i landet, som hade haft sin start i LKAB:s gruvor, redan innan det tidigare riksdagsvalet. Även om antalet vilda strejker hade minskat sedan rekordåret 1970 (125 stycken) så var fortfarande under åren 1971 till 1973 antalet vilda strejker cirka 10 gånger högre än innan år 1970. Bara år 1973 skedde 47 vilda strejker. I media så började man ifrågasätta ifall socialdemokraterna och LO verkligen hade kontroll över situationen, vilket gav en bild av en arbetarrörelse utan klar riktning hos allmänheten.
Inflationen, speciellt gällande matpriser, var också en politisk sakfråga som drabbade socialdemokraterna negativt. Året innan, 1972, så hade Olof Palme försökt bemöta kritik från demonstranter men ej lyckats vända opinionen.
I november 1970 hade Gösta Bohman utsetts till ny moderatledare efter Yngve Holmberg. Genom Bohmans tydliga ideologiska profil lyckades han bryta den nedåtgående kurvan som partiet haft efter andrakammarvalet 1960. 
Ofta återkommer ett påstående i svensk media om att IB-affären påverkade valutgången 1973. Det finns dock inte något som helst statistiskt belägg för de många journalisternas upprepade påståenden. Grundläggande för att förstå att IB-affären inte påverkade valet 1973 är att IB-affären inte blev någon egentlig affär förrän efter valet, för det var först då som gripanden, åtal, domar, utredningar och vidhängande debatter, demonstrationer med mera skedde.[källa behövs]
En analys av affären över tid ger inga belägg för att affären påverkade några valresultat i nämnvärd mening. Det parti som stod Fib/Kulturfront-sfären närmast, dvs KFML, låg under 0,5 procent av väljarrösterna år 1970, 1973 och 1976, vilket endast kan betraktas som en marginell del av väljarkåren. VPK vann visserligen 0,58 procentenheter av rösterna 1973, men de tappade å andra sidan lika mycket valet 1976 då affären egentligen blivit "IB-affären".[källa behövs]
Socialdemokraternas nedåtgående trend måste även den analyseras över flera mandatperioder samt ses utifrån de valtekniska förändringar som skedde över tid. Under perioden 1964-1969 sänktes rösträttsåldern flera gånger, från 23 till 19 år, ett faktum som valtekniskt tycks ha gynnat Socialdemokraterna. Studentrevoltåret 1968, då man sänkt myndighetsåldern med 3 år, gjorde Socialdemokraterna ett rekordval med över 50 procent av rösterna. En sänkning av rösträttsåldern ytterligare ett år till valet 1970 ledde inte till motsvarande framgång. Tvärtom sker det stora tappet på nästan fem procentenheter tre år före IB-affärens början för att i valet 1973 och 1976 helt enkelt fortsätta den nedåtgående trenden, dock med mer marginella väljarförändringar.[källa behövs]
Sammantaget kan konstateras att de upprepade påståendena om att IB-affären påverkat valutgången 1973 inte stämmer. Däremot är det högst troligt att Norrmalmstorgsdramat i augusti, med statsminister Palmes engagemang i dramat, samt det faktum att kung Gustaf VI Adolf avled dagen före valet kan ha påverkat valutgången till förmån både för den sittande regeringen och för mer traditionellt konservativa partier.[källa behövs]
Partiernas valaffischer:
- Det går att ge barnen en bättre skola - om bara viljan finns  Moderata samlingspartiet
- Det går att stoppa socialiseringen - om bara viljan finns   Moderata Samlingspartiet
- Höghus eller småhus ? Det går att öka valfriheten - om bara viljan finns  Moderata Samlingspartiet
- Det går att få lägre och rättvisare skatter - om bara viljan finns  Moderata samlingspartiet
- Ett meningsfullt arbete - Din rättighet - Vänsterpartiet kommunisterna
- För ett familjevänligt samhället - KDS Kristen Demokratisk Samling bryr sig om

## Valresultat
|                      |                                 |                      |                     |        |        |                  |                  |                  |
| Parti                | Parti                           | Partiledare          | Röster              | Röster | Röster | Mandatfördelning | Mandatfördelning | Mandatfördelning |
| Parti                | Parti                           | Partiledare          | Antal               | %      | +− %   | Antal            | +−               | %                |
|                      | Socialdemokraterna              | Olof Palme           | 2 247 727           | 43,56  | −1,78  | 156              | −7               | 44,57            |
|                      | Centerpartiet                   | Thorbjörn Fälldin    | 1 295 246           | 25,10  | +5,19  | 90               | +19              | 25,71            |
|                      | Moderata samlingspartiet        | Gösta Bohman         | 737 584             | 14,29  | +2,76  | 51               | +10              | 14,57            |
|                      | Folkpartiet                     | Gunnar Helén         | 486 028             | 9,42   | −6,79  | 34               | −24              | 9,71             |
|                      | Vänsterpartiet kommunisterna    | C.-H. Hermansson     | 274 929             | 5,33   | +0,58  | 19               | +2               | 5,43             |
|                      | Kristen demokratisk samling     | Alf Svensson         | 90 388              | 1,75   | −0,05  | —                | —                | —                |
|                      | SKP                             | Gunnar Bylin         | 8 014               | 0,16   | −0,27  | —                | —                | —                |
|                      | Övriga partier                  | —                    | 20 230              | 0,39   | —      | —                | —                | —                |
|                      | Socialistiska blocket (S + VPK) | —                    | 2 522 656           | 48,89  | −1,2   | 175              | −5               | 50,00            |
|                      | Borgerliga blocket (C + FP + M) | —                    | 2 518 858           | 48,81  | +1,2   | 175              | +5               | 50,00            |
| Antal giltiga röster | Antal giltiga röster            | Antal giltiga röster | 5 160 146           | 100,00 |        | 350              |                  |                  |
| Ogiltiga röster      | Ogiltiga röster                 | Ogiltiga röster      | 8 850               |        |        |                  |                  |                  |
| Totalt               | Totalt                          | Totalt               | 5 168 996 (90,84 %) |        |        |                  |                  |                  |

Antalet röstberättigade var 5 690 333 personer. Valdeltagande, 90,84 %, ökade med 2,5 procentenheter jämfört med föregående val.
Det socialistiska blocket fick 0,1 procent fler röster, men denna skillnad räckte ej till att få fler mandat än borgerliga blocket. Bägge blocken fick 175 mandat vilket kom att betyda att riksdagens makt ökade på regeringens bekostnad. Detta ledde till den så kallade lotteririksdagen.

## Regeringsbildning

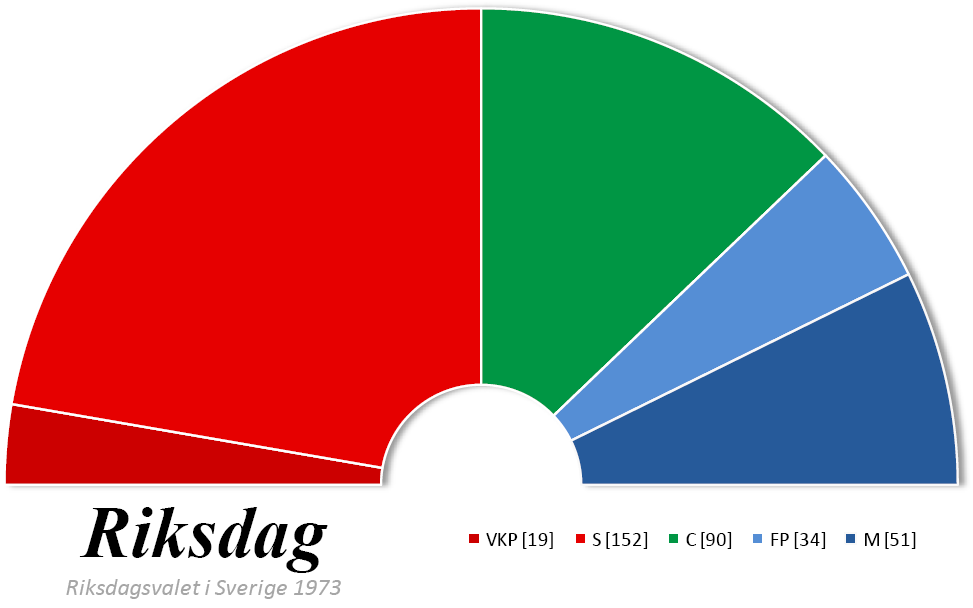
Efter valet fick blocken lika många mandat, och den så kallade "lotteririksdagen" bildades.

Den socialdemokratiska minoritetsregeringen, Regeringen Palme I, under ledning av statsminister Olof Palme valde att sitta kvar. Regeringen kunde i allmänhet, men inte alltid, påräkna stöd från Vänsterpartiet kommunisterna. Det parlamentariska läget med 175 mandat för vartdera blocket medförde att regeringen i större utsträckning än tidigare var tvungen att söka breda lösningar. Det har hävdats att tyngdpunkten i det parlamentariska balansspelet försköts i riktning mot riksdagen.
Under mandatperioden avgjordes de flesta ärendena av breda majoriteter. Lottningar avgjorde endast en mycket liten del av ärendena. Under år 1974 genomfördes 31 lottningar och under våren 1975 totalt 42. Under riksmötet 1975/76 avgjorde lotten 79 av totalt 1 150 voteringar, dvs. 6,6 %. Av dessa 79 lottdragningar vann det socialistiska blocket 39 gånger och det icke-socialistiska blocket 40 gånger.
I de 16 riksdagsutskotten gjorde man som så att de två blocken gavs majoritet i hälften var.

## Nyinvalda framtidsnamn
Bland de nyinvalda riksdagsledamöterna fanns bland annat senare kända politiker som Sivert Andersson, Margaretha af Ugglas, Barbro Engman, Gustaf Jonnergård, Anna-Greta Leijon, Georg Danell, Ola Nyquist, Ingegerd Troedsson, Carl Lidbom, Ulla Tillander, Kurt Ove Johansson, Knut Wachtmeister, Inger Lindquist, Christina Rogestam, Rolf Rämgård och Curt Boström.